# Raúl Orlandini Dibós
Pour les articles homonymes, voir Orlandini.
Raúl Orlandini Dibós, dit El Colorado, né en 1952 et mort le 15 novembre 2006 à Lima, est un pilote de rallyes péruvien.

## Biographie
Quintuple vainqueur du "Grand Prix National sur route" du rallye Chemins de l'Inca, en 1992, 1993, 1994, 2003 et 2005 (Henry Bradley l'ayant quant à lui remporté à 7 reprises), sur Nissan Silvia (3, avec son compatriote Oscar Dávila pour navigateur) puis Mitsubishi Lancer Evo (2), il avait déjà pour oncle Chachi Dibós, un coureur automobile réputé dans son pays.
L'année de son décès (des suites de longue maladie), El Colorado termine encore second de la course du Grand prix du Président de la République.
Il a trois fils, Kary (l'aîné), Raúl (le cadet, le plus connu), et Rafael (le benjamin).
Eduardo Dibós Silva